# Andrew Sinkala
Andrew Mutambo Sinkala (Chingola, 18 giugno 1979) è un ex calciatore zambiano, centrocampista.

## Carriera

### Club
Durante la sua carriera ha giocato con numerose squadre di club, tra cui anche il Bayern Monaco.

### Nazionale
Ha partecipato ai Mondiali Under-20 del 1999.
Conta 22 presenze ed una rete con la nazionale zambiana.

## Palmarès

### Club

#### Competizioni nazionali
- Campionato tedesco di seconda divisione: 1

Colonia: 2004-2005